# Crepidium celebicum
Crepidium celebicum är en orkidéart som först beskrevs av Rudolf Schlechter, och fick sitt nu gällande namn av Dariusz Lucjan Szlachetko. Crepidium celebicum ingår i släktet Crepidium, och familjen orkidéer.
Artens utbredningsområde är Sulawesi. Inga underarter finns listade i Catalogue of Life.